# NGC 4399
NGC 4399 (również MCG 6-27-53 lub ZWG 187.42) – obszar H II w galaktyce spiralnej NGC 4395 znajdującej się w gwiazdozbiorze Psów Gończych. Odkrył go 13 kwietnia 1850 roku George Stoney – asystent Williama Parsonsa. Inne jasne obszary w tej galaktyce noszą oznaczenia NGC 4400 i NGC 4401.

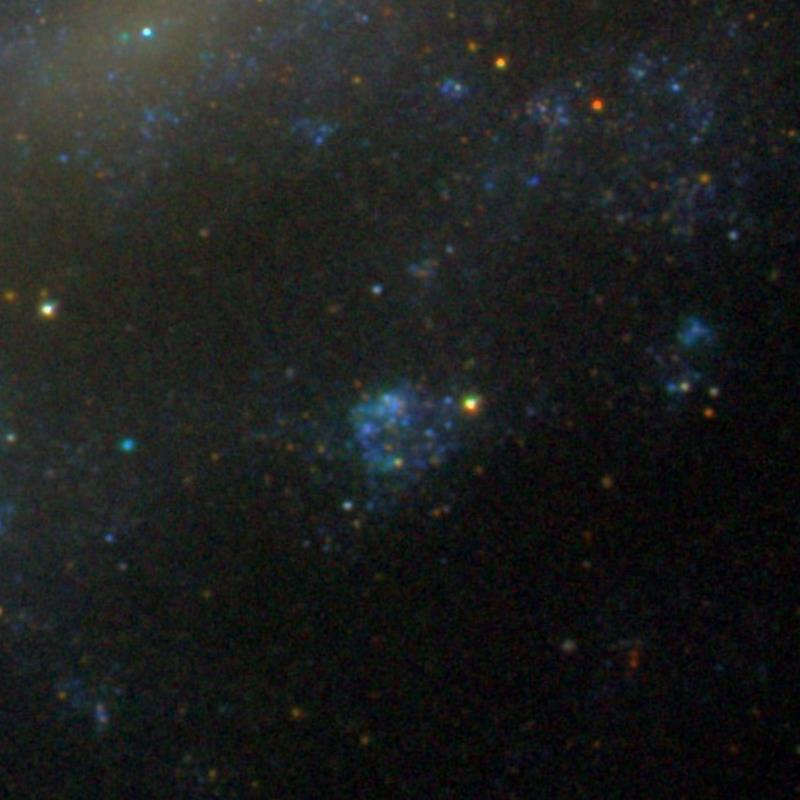
NGC 4399 na zbliżeniu (SDSS)